# 瑙鲁优先

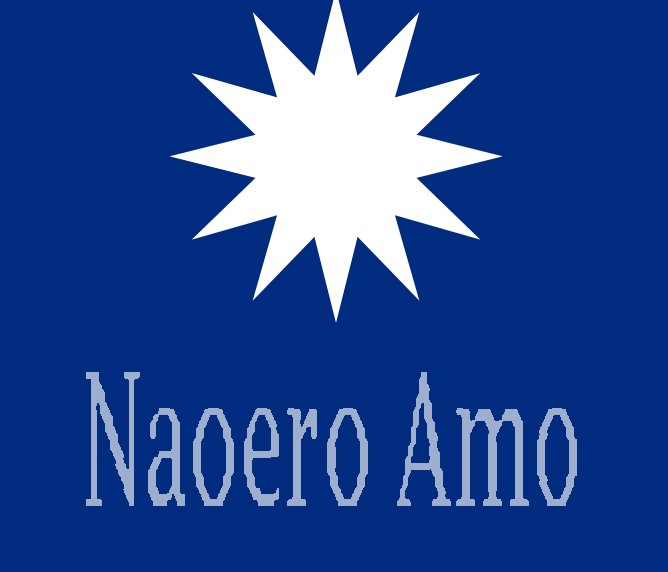
瑙鲁优先标志

瑙鲁优先（瑙鲁语：Naoero Amo）是瑙鲁的一个中间偏右政党，为目前瑙鲁唯一的正式政党。该党成立于2003年，奉行自由主义和基督教民主主义。